# Xã Perry, Quận Wayne, Indiana
Xã Perry (tiếng Anh: Perry Township) là một xã thuộc quận Wayne, tiểu bang Indiana, Hoa Kỳ. Năm 2010, dân số của xã này là 835 người.